# Tomás Blanco (Schauspieler)
Tomás Blanco García (* 10. November 1910 in Bilbao; † 16. Juli 1990 in Madrid) war ein spanischer Schauspieler.

## Leben
Blanco war seit seinem 18. Lebensjahr Mitglied der Fremdenlegion und in Marokko stationiert; 1933 gab er in Madrid sein Debüt als Schauspieler für die Schauspielgruppe von Josefina Diaz. Nach dem Spanischen Bürgerkrieg entdeckte ihn auch der Film, so dass er zwischen 1942 und 1983 über 150 Rollen, später auch für das Fernsehen, spielte. Seine Theaterarbeit setzte er mit der Compania Membrives fort.
In seinen Filmrollen verkörperte er meist zwielichtige Charaktere, u. a. in elf Italowestern, und stand ab den 1970er Jahren vor allem für die Fernsehprogramme von Estudio1 und Novela vor der Kamera.
Blanco erhielt 1949 den Preis des Círculo de Escritores Cinematográficos als bester Schauspieler für seine Rolle in El santuario no se rinde.

## Filmografie (Auswahl)
- 1942: Un caballero famoso
- 1949: El santuario no se rinde
- 1958: ¿Dónde vas, Alfonso XII?
- 1958: Es begann in der Silvesternacht (La violetera)
- 1959: Die Legionen des Cäsaren (Le legioni di Cleopatra)
- 1961: Aufstand der Söldner (La rivolta dei mercenari)
- 1961: Die Liebe ist ein seltsames Spiel (Cariño mío)
- 1961: Madame sans Gêne (Madame Sans-Gêne)
- 1961: Der unbesiegbare Gladiator (Il gladiatore invincibile)
- 1961: Ursus – Rächer der Sklaven (Ursus)
- 1962: Bienvenido, padre Murray
- 1963: Einer rechnet ab (Los cuatreros)
- 1963: Gli eroi del West
- 1963: Fuera de la ley
- 1963: Die Kastilier (La valle de las espadas)
- 1963: Die Revolte der Sieben (Gli invincibili sette)
- 1964: El secreto del capitán O’Hara
- 1965: Agent 077 – Heißes Pflaster Tanger (S.077 spionaggio a Tangeri)
- 1965: Für ein paar Dollar mehr (Per qualche Dollari in più)
- 1965: Jack Clifton: Mission Bloody Mary (Agente 077 missione Bloody Mary)
- 1965: Vollmacht für Jack Clifton (Agente 077 dall'oriente con furore)
- 1966: Donner über dem Indischen Ozean (Il grande colpo di Surcouf)
- 1966: Im Netz der goldenen Spinne (Missione speciale Lady Chaplin)
- 1966: Unter der Flagge des Tigers (Surcouf, l'eroe dei sette mari)
- 1967: Die schmutzigen Dreizehn (Quindici forche per un assassino)
- 1967: Sein Steckbrief ist kein Heiligenbild (El hombre que mató a Billy el Niño)
- 1967: Tausend und eine Nacht (La esclava del paraíso)
- 1969: Das Versteck – Angst und Mord im Mädcheninternat (La residencia)
- 1970: Die Piraten der grünen Insel (I pirati dell'isola verde)
- 1971: Sando Kid spricht das letzte Halleluja (Un dolár para Sartana)
- 1971: Tanz des Satans (Las amantes del diablo)
- 1973: Der Clan der Killer (Un tipo con una faccia strana ti cerca per ucciderti)
- 1983: Las autonosuyas